# Martí Gasull i Roig
Martí Gasull i Roig   (Barcelona, 2 d'abril de 1969 - Manāslu, 23 de setembre de 2012) va ser un activista per la llengua catalana, un dels fundadors de la Plataforma per la Llengua, el 1993, i el principal impulsor d'aquesta organització des de la seva fundació. També va participar activament en el moviment excursionista des de la Unió Excursionista de Catalunya.

## Biografia
Es va llicenciar en Filologia Clàssica per la Universitat Autònoma de Barcelona (UAB) i en Filosofia per la UAB i va obtenir un postgrau en Direcció d'Empreses per la Universitat Pompeu Fabra.
Juntament amb un grup de joves de la Coral Sinera dels Lluïsos de Gràcia crea el grup l'Esbarzer, entitat activista en favor de la llengua i la cultura catalanes nascuda el 21 de febrer del 1991 i que serà l'embrió de la Plataforma per la Llengua (creada el 1993). A partir de llavors s'implica plenament en la coordinació d'aquesta organització, tasca que durant un temps conjumina amb la feina de professor de filosofia i de filologia clàssica, on més enllà de la tasca docent col·labora en diversos estudis de reflexió filosòfica. Posteriorment, dedicat a temps complet a la Plataforma per la Llengua, és l'ànima ideològica i de dinamització de l'entitat i el portaveu principal. En la seva tasca com a membre de la Plataforma per la Llengua destaca la dedicació a la promoció del català en tots els àmbits, a l'etiquetatge i en els usos en general al món socioeconòmic, universitats i ensenyament, toponímia, justícia, acollida lingüística de nouvinguts, reconeixement oficial a la Unió Europea i com a llengua d'estat, denúncia davant les agressions lingüístiques o el català al cinema. Impulsa una reforma profunda de l'organització, de l'estructura tècnica i de creixement, amb una visió aglutinadora i positiva de la llengua catalana com a punt de trobada i llengua comuna integradora amb la campanya ‘El català suma'. Més enllà de les campanyes al carrer també inicia noves vies d'informes i estudis i seguiment d'aplicació i desenvolupament de la llei. També pren part activa en els casos de ciutadans que pateixen agressions lingüístiques, com la mobilització en el cas de l'Èxercit del Fènix amb n'Èric Bertran -qui va propiciar que el cas es fes públic i tingués suport de grups polítics i va acompanyar la família a l'Audiència Nacional d'Espanya- o el suport a altres ciutadans agredits per les forces de seguretat de l'Estat espanyol.
Pel que fa a l'àmbit muntanyenc, des dels set anys és soci de la Unió Excursionista de Catalunya de Gràcia, on participa en totes les etapes d'iniciació i com a monitor fins a integrar-se a la junta directiva com a vocal de la Secció d'Iniciació. Més tard passa a formar part del Consell General de la UEC. De la mà d'en Ramon Prieto, i juntament amb en Pere Martí, promou el Fòrum UEC 2000, que significa una sacsejada a l'entitat, un abans i un després; un punt de reflexió en el qual s'examina la realitat de l'entitat per fer-ne un plantejament de futur. Un dels fruits d'aquell Fòrum va ser la voluntat de donar un nou enfocament al que era el petit butlletí mensual ‘Excursionisme', del qual forma part integrant del consell de redacció.
Els anys 1991 i 1992 fa els primers quatre mils als Alps. El 1993 a la Cordillera Real de Bolívia assoleix els primers cinc mils i un parell de sis mils: l'Huayna Potosí (6.088 m) i l'Illimani (6.562 m). El 1994 visita per primer cop l'Himàlaia de l'Índia on després d'un tresc al Lahdak ascendeix a l'Stok Kangri de 6.121 m. A partir d'aquí comença un seguit d'expedicions i viatges per cims que van des del Pamir, el Karakorum i l'Himàlaia als Andes, Alaska, o Nova Zelanda; i per descomptat als Alps i als Pirineus. Puja la totalitat dels tres mils del Pirineu, cosa que realitza de manera intensiva durant tot un any i en les modalitats diverses segons època (alpinisme, escalada o esquí de muntanya). Als Alps realitza ascensions a tots els massissos des dels Écrins a les Dolomites, tot passant pel Mont Blanc (en diverses modalitats), el Monte Rosa, el Dom, el Bernina, el Matterhorn o l'Eiger. A la Cordillera Blanca, al Perú, puja el Nevado Pisco, l'Alpamayo (5.947 m) per la via Directa Francesa o el Chopicalqui (6.343 m). A l'Equador enfila el Chimborazo (6.267 m) i el Cotopaxi (5.897 m). A Alaska fa el Denali amb esquís (6.194 m). Al País dels Iugurs realitza amb esquís de muntanya el Muztagata (7.546 m). El 2000 participa en l'expedició de la UEC de Gràcia al Diran Peak de 7.266 m, al Pakistan. A partir del 2004 es marca l'objectiu d'assolir un vuit mil, amb intents al Cho Oyu l'any 2004, al Broad Peak el 2005, on assoleix la cota 7.800 m i de nou l'any 2010 el Cho Oyu. El 2011 decideix sacrificar l'assoliment del cim del Manaslu, de 8.156 m, per salvar la vida del xerpa que anava amb ell.
Va morir a conseqüència d'una allau al Manāslu, la vuitena muntanya més alta del món, situada al Nepal, a la matinada del dia 23 de setembre del 2012 mentre era al Camp III a 6.800 metres d'altitud. En l'accident van morir deu muntanyencs més.
Fins al darrer moment va estar lluitant per la Llengua. En la darrera expedició, i arran d'estar assabentat de la multitudinària Manifestació de l'11 de setembre del 2012, va esbossar al Camp Base del Manāslu el document 'Línies bàsiques d'un nou règim lingüístic per al nou estat català. Règim lingüístic a la Constitució Catalana'.

## Reconeixements
El dia 9 d'octubre del 2012 la Generalitat de Catalunya li va concedir la Creu de Sant Jordi a títol pòstum. Entre els guardons pòstums també en destaca el Premi d'Obra Cultural Balear Aina Moll i Marquès a la nit de la Cultura 2012, 'El Segador de l'any' de Reagrupament, els reconeixements fets a la UEC i als plens municipals dels ajuntaments de Gràcia i de Barcelona i la Medalla d'Or al Mèrit Cultural de l'Ajuntament de Barcelona. El 15 de gener del 2013 la Plataforma per la Llengua va homenatjar-lo en un acte a la Sala Gran del Teatre Nacional de Catalunya, a Barcelona. També el 2013 la Plataforma per la Llengua va aprovar les bases del Premi Martí Gasull i Roig per premiar anualment una persona o entitat dels Països Catalans que s'hagi distingit per promoure els objectius d'aquesta organització. El novembre del 2014, arran de la campanya per la Consulta sobre la independència de Catalunya, la presidenta de l'Assemblea Nacional Catalana, Carme Forcadell, va voler-lo recordar públicament a títol personal a l'espot televisiu 'Votaré per tu'. El 2022, en ocasió dels 10 anys de la seva mort, Tushita edicions va publicar el llibre El vuitè cel. Manaslu, tardor del 2012, escrit pel seu germà, sobre l’accident al Manaslu de la tardor del 2012 i algunes de les seves expedicions a cims emblemàtics d’arreu del món.